# Birth of a Nation (1983)
Birth of a Nation é um telefilme produzido no Reino Unido e protagonizado por Jim Broadbent como professor Geoff Egg. Foi escrito por David Leland, com direção de Mike Newell. Foi originalmente transmitido pela ITV no dia 19 de junho de 1983.[carece de fontes?]